# Rajd 1000 Miglia 2006
Rajd 1000 Miglia 2006 (30. Rally 1000 Miglia) – 30 edycja rajdu samochodowego Rajd 1000 Miglia rozgrywanego we Włoszech. Rozgrywany był od 20 do 22 kwietnia 2006 roku. Była to pierwsza runda Rajdowych Mistrzostw Europy w roku 2006 oraz trzecia runda Rajdowych Mistrzostw Włoch. Składał się z 17 odcinków specjalnych.

## Klasyfikacja rajdu
| Miejsce                      | Kierowca                     | Pilot                        | Samochód                       | Czas                         | Strata                       |                              |
| Klasyfikacja generalna i ERC | Klasyfikacja generalna i ERC | Klasyfikacja generalna i ERC | Klasyfikacja generalna i ERC   | Klasyfikacja generalna i ERC | Klasyfikacja generalna i ERC | Klasyfikacja generalna i ERC |
| ---------------------------- | ---------------------------- | ---------------------------- | ------------------------------ | ---------------------------- | ---------------------------- | ---------------------------- |
| 1.                           | Paolo Andreucci              | Anna Andreussi               | Fiat Abarth Grande Punto S2000 | 3:04:20.8                    | 0.0                          |                              |
| 2.                           | Luca Cantamessa              | Piercarlo Capolongo          | Subaru Impreza STi N12         | 3:05:49.6                    | +1:28.8                      |                              |
| 3.                           | Sandro Sottile               | Marco Nari                   | Mitsubishi Lancer Evo IX       | 3:06:22.2                    | +2:01.4                      |                              |
| 4.                           | Andrea Dallavilla            | Daniele Vernuccio            | Mitsubishi Lancer Evo IX       | 3:06:55.4                    | +2:34.6                      |                              |
| 5.                           | Fabrizio Ratiglia            | Flavio Zanella               | Mitsubishi Lancer Evo IX       | 3:09:00.8                    | +4:40.0                      |                              |
| 6.                           | Andrea Perego                | Daniele De Luis              | Subaru Impreza STi N12         | 3:09:55.5                    | +5:34.7                      |                              |
| 7.                           | Denis Colombini              | Flavio Guglielmini           | Subaru Impreza STi N12         | 3:10:49.6                    | +6:28.8                      |                              |
| 8.                           | Luigi Ricci                  | Albrecht Baruffa             | Subaru Impreza STi N12         | 3:11:32.0                    | +7:11.2                      |                              |
| 9.                           | Enrique García Ojeda         | Jordi Barrabés Costa         | Peugeot 206 S1600              | 3:12:23.3                    | +8:02.5                      |                              |
| 10.                          | Luca Cecchettini             | Filippo Palagi               | Mitsubishi Lancer Evo IX       | 3:14:18.1                    | +9:57.3                      |                              |